# Hroznata z Úžic
Hroznata z Úžice (někdy též z Úžic či z Húžic) byl český šlechtic z rodu Kouniců. Byl zakladatel rodu pánů z Talmberka. V letech 1284 až 1286 vykonával úřad nejvyššího purkrabí Království českého.

## Život

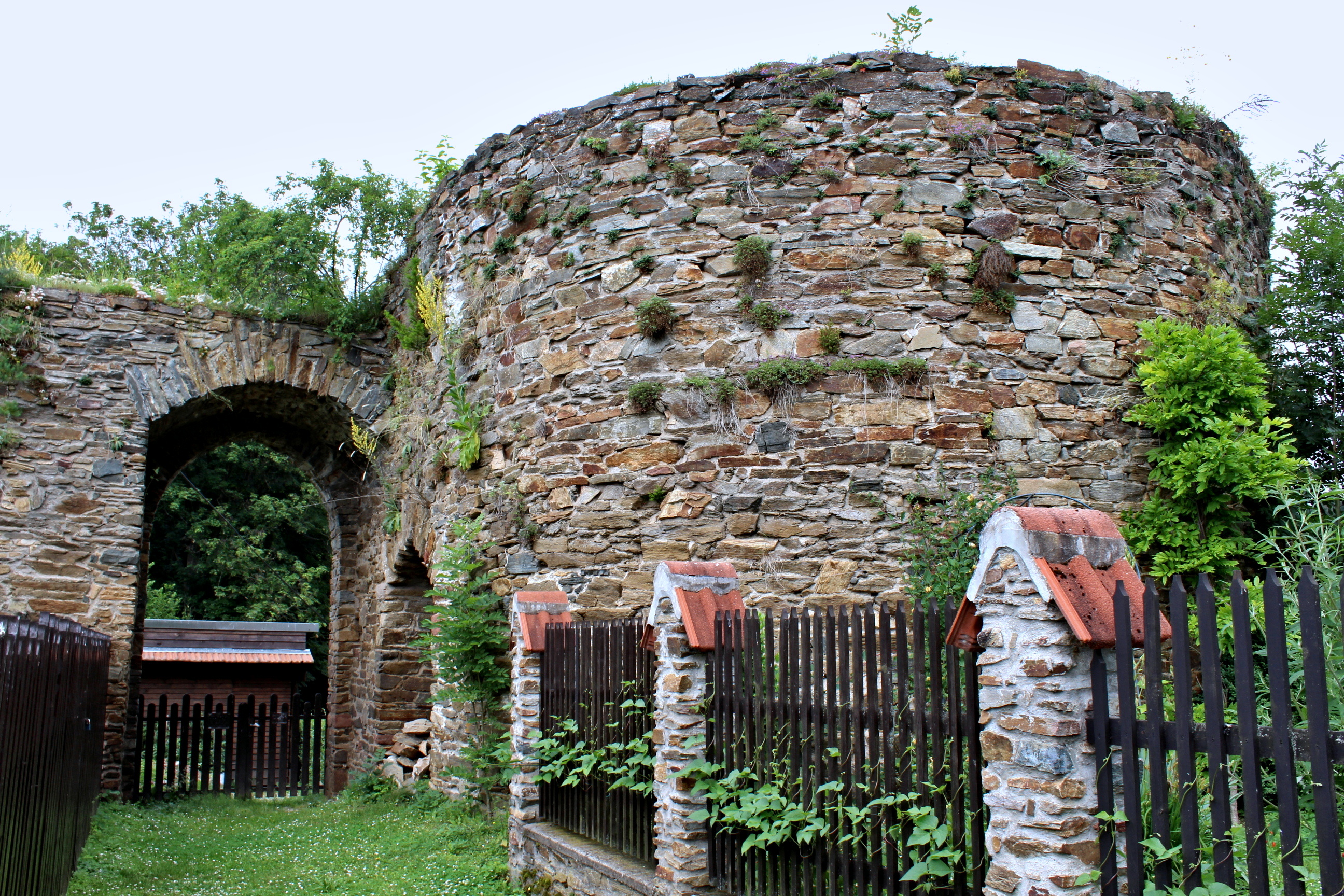
Zbytky věže hradu Talmberk

Hroznata z rodu pánů z Úžic pocházel z méně významné větve moravských Kouniců se sídlem na opevněném dřevěném dvorci v Úžicích s románským kostelem z 12. století.
Díky svému manželství s paní z rodu Vítkovců se Hroznata dostal do nejvyšší politiky. Společně s příbuznými působil ve službách mladého přemyslovského krále Václava II. V letech 1284 až 1286 vykonával výnosný úřad purkrabího Pražského hradu. Byly uděleny další pozemky na Kutnohorsku kolem Úžic, severně od řeky Sázavy, podle kterých se psal. Jeho hradiště se nacházelo v blízkosti Mrchojed u Sázavy. Na začátku roku 1289 však byl zbaven úřadu purkrabího a místo něj byl dosazen Zdislav ze Šternberka.
Podle různých zdrojů byl také jedním z možných stavitelů hradu Talmberka po roce 1284.[ujasnit] Po smrti Hroznaty přešel nedostavěný hrad i se statkem na jeho syna Arnošta, který ho snad dostavěl. Hrad je nicméně poprvé nepřímo doložen v roce 1297 ve spojitosti se jménem Viléma z Talmberka, Hroznatova příbuzného, snad syna, či spíše synovce.
Po obvinění Hroznatova švagra Záviše z Falkenštejna ze zrady a spiknutí proti králi se jeho synové se dostali do sporu s pražským biskupem Tobiášem z Bechyně. Kvůli zločinům spáchaným v průběhu odboje proti králi byli v roce 1291 byli prohlášeni za psance a odsouzení a velká část jejich majetku byla zkonfiskována. Vilém z Talmberka, který se konfliktu zřejmě neúčastnil, neboť se na něj trest nevztahoval a hrad Talmberk ušetřen konfiskací.[ve zdroji nenalezeno][chybí lepší zdroj]
Hroznata z Úžic byl zakladatelem rodu Talmberků, kteří převzali jeho erb, bližší okolnosti předání erb Talmberkům nejsou jasné.

### Manželství a potomstvo
Dle rodokmenu pánů z Krumlova byl Hroznata ženatý s dcerou Budivoje I. z Krumlova († kolem 1272) a jeho manželky Perchta z Falkenštejna. Hroznata tak byl švagrem Záviše z Falkenštejna, jméno jeho manželky však není známo. Z jejich manželství se narodilo několik synů, mezi nimiž byli Heřman, Arnošt, Jan (Jenec) a Budivoj. Arnošt přijal rodové jméno Talmberků a založil větev Černčických z Kácova.

## Erb
Vosková pečeť Hroznaty z Úžic, připojená k listině ze dne 24. května 1284, obsahuje dva lekníny, společný pro erb rodu Kouniců a dalších příbuzných rodů.